# 어쩌다 공주, 닭냥이 왕자를 부탁해!
《어쩌다 공주, 닭냥이 왕자를 부탁해!》(영어: Pil)는 2021년 개봉한 프랑스의 판타지 모험 애니메이션 영화이다.

## 성우진
| 배역    | 프랑스어 성우 | 한국어 성우 |
| ------- | ------------- | ----------- |
| 필 공주 |               | 신예은      |